# Mongol hadjárat Jáva ellen

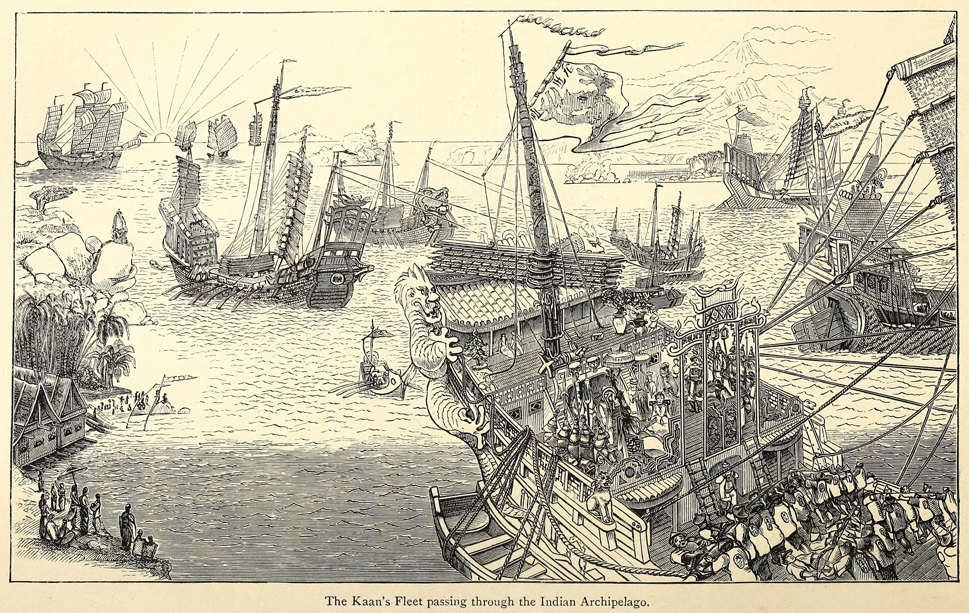
Kubiláj kán flottája áthalad az indonéz szigetvilágon

A Jáva szigetén levő három fontosabb állam, a Kediri Királyság, a Singhasari Királyság és Majapahit Birodalom ellen vezetett mongol hódítási kísérlet 1292 decembere és 1293 júniusa között folyt. Kubiláj kán küldött expedíciós sereget a sziget államai ellen, miután azok megtagadták fennhatósága elismerését. A mongolokat először Majapahit támogatta a két másik királysággal szemben, mivel Kediri korábban megdöntötte Kertanegara király uralmát Singhasariban, aki Majapahit uralkodójának apósa volt. Mikor a mongolok leverték a két királyság seregét Majapahit szempillantás alatt a mongolok ellen fordította fegyverét és teljesen megsemmisítette szárazföldi seregüket és flottájukat. A Jáva elleni hadjárat is kudarcba fulladt a mongolok részéről, akárcsak a néhány évvel korábbi Japán elleni háború. Ez volt ugyanakkor Kubiláj kán utolsó hódítási kísérlete és a legdélebbre vezetett mongol hódító hadjárat is.

## Előzmények
Kubiláj több ázsiai állam udvarába menesztett követségeket, amelyek a mongol uralom elismerését követelték, ellenkező esetben katonai válaszcsapás következett volna. Jávára egyik kínai miniszterét, Men Sit (Men Shit) (vagy Meng-csi (Meng-qi), 孟琪) küldte követségbe a behódolásra felszólító üzenettel. Singhasari királya Kertanegara úgy felháborodott Kubiláj kán üzenetén, hogy a követ arcára forró vasat nyomatott és levágatta a fülét is. Jáván ezzel a módszerrel bűntették a tolvajokat. Kubiláj kánt megdöbbentette az eset, ezért Kertanegarát barbárnak kiáltotta ki és kilátásba helyezte a megtorlást. Három tábornokának, a mongol Si-binek, az ujgur Meszének és a kínai Kaohszing (Gaoxing)nek kiadta a parancsot a mozgósításra. A csapatokat Dél-Kína három tartományából (Fucsien (Fujian), Csianghszi (Jiangxi) és Hukuang (Huguang)) toborozták, akik főleg a gyalogságot alkották, míg a lovasságot Mongólia adta.
Kertanegara a délkelet-ázsiai térség egyik legerősebb államának ura volt, amely sikeres hódítások vitt véghez Szumátrán 1290-ben. Míg azonban hadserege Szumátrán harcolt, addig a Kediri királyságban, Singhasari vazallus államában felkelés tört ki Jayakatwang herceg vezetésével, akihez csatlakozott az egyik kisebb állam is Madura szigetén. A kediri sereg két tűz közé szorította Singhasarit. Az északról támadó felkelők ellen Kertanegara a vejét küldte, akinek sikerült győzelmet aratnia, ám a délről érkező másik seregről csak akkor szereztek tudomást, amikor az már a fővárosnál volt. Jayakatwang megölte Kertanegarát és ezzel lerázta Singhasari uralmát. Kertanegara vejét előbb száműzték Madurára, ám az ottani uralkodó közvetítésével behódolt Kediri királyának, akitől engedélyt kapott egy új város, Majapahit megalapítására, amellyel egy új birodalom alapjait is lerakta.

## Haderők
Kertanegara királyságnak megdöntésével továbbra is fennállt a mongol támadás veszélye. Kubiláj kánnak a jávai hadjárathoz toborzott serege mongolokból és kínaiakból állt. A kínai katonák az ország déli részéből származtak. A kán választása elsősorban azért eset ezekre a katonákra, mert ők az észak-kínai erőkkel ellentétben könnyebben voltak páncélozva és Kubiláj tudott a trópusi őserdők borította jávai terep nehézségeiről. Úgy vélte tehát, hogy sokkal praktikusabb ezeket a harcosokat bevetni. A csapatok átszállítására 1000 hajót szereltek fel és egy évre elegendő utánpótlást gyűjtöttek be. A gyalogság íjászokból és szálfegyveresekből állt, akik pajzsot, kardot, lándzsát és csatabárdot használtak. A hajóhadat jellegzetes kínai ún. dzsunkák alkották, amelyek 11 méter széles és 30 méter hosszú hajók voltak, ezek szállították az embereket és lovakat. Befogadóképességük alapján a források 20-30 ezer főre teszik az inváziós sereg számát. Kínai krónikák alapján lőport is használtak a hadjáratban.
A Jüan (Yuan)-dinasztia idején keletkezett kínai krónikák szerint a jávai sereg 100 ezer embert számlált. Bár az adat lehetséges, hogy túlzó, de ha volt is ennyi embere a jávaiaknak a terepviszonyok okán egyidejűleg egyszerre nem gyűlhetett össze ekkora méretű had. Azonkívül az állam háború idején a közembereket is hadba hívta, ilyenkor viszont rendkívül nagyszámú irreguláris fegyveres erő állt össze, akik igen gyenge felszereléssel bírtak. Legtöbbjük csak egy szál bambuszlándzsát, az ún. tombak-ot használta, semmi egyebet. A sereg elitjét nemesi származású harcosok alkották, akik edzettek voltak és teljes fegyverzettel bírtak. Ők főként indiai típusú fegyvereket (kardot, lándzsát) és fehér öltözetet hordtak. Azonban a jávai flotta sokkalta jobb volt a kínainál. A jávai dzsunkák 50 méter hosszúak voltak, akár 500 vagy 1000 embert is szállíthattak és vastagabb deszkákból építették őket, így ellenállóbbak voltak a lőporral történő felrobbantással szemben.

## Az invázió
A mongol-kínai hajóhad Csüencsou (Quanzhou) kikötőjéből indult el és a mai Vietnám partja mentén haladt Jáva felé. Felvonulásukkor küldöttségeket menesztettek más maláj és szumátrai államokhoz, akiktől a mongol fennhatóság elismerését követelték. Ezt több állam megtette, ezért mongol tiszteket helyeztek ki a fennhatóság biztosítására. A flotta rövidesen lehorgonyzott Ko-lannál (ma Belitung, Indonézia), ahol haditanácsot tartottak. 1293 februárjában Mesze tábornok elindult Jávára Kubiláj kán parancsára, addig a flotta többi része Karimunjawa szigetére hajózott, onnan pedig Tubanra, amely Jáva keleti felén feküdt. A jávai források szerint Tuban volt az első település, amit a mongol megszállók elpusztítottak.
A mongol hadvezetés ezután úgy döntött, hogy két részre osztja a csapatokat. Az egyik sereg behatol a sziget belsejébe, a másik pedig a part mentén követi a flottát. A Si Bi vezette flotta behajózott a Sedayu folyó torkolatjába, majd onnan a Brantas mellékfolyójába, a Masba. A lovas és gyalogos csapatok egy bizonyos Du-Bing-Zu elnevezésű helyig meneteltek Mesze és Kaohszing (Gaoxing) vezetésével. A három fővezér aztán gyors mozgású csónakokkal a Sedayu folyóból a Majapahitot összekötő pontonhídig vitette a csapatait, majd a Mas folyónál a seregek egyesültek.
Amikor a mongol hadjárat elindult Kertanegara veje fellázadt Jayakatwang ellen. Amikor a mongol és kínai erők partra szálltak Jáván Kertanegara egykori veje térképekkel látta el a mongol fővezéreket és segítséget kért Jayakatwang ellen. Ezért cserébe a mongolok a Kubiláj kánnak való meghódolást követelték.
Március elejére a teljes inváziós sereg egyesült a Mas folyó partján, ahol nekiláttak Tumapel város ostromának, amely a Singhasari királyság fővárosa volt és stratégiai fontossággal bírt. A jávaiak vagy 100 hajóval blokád alá vették a folyó bejáratát, mire a mongol sereg félhold alakú tábort vert a parton. A vezérek parancsára egyszerre lendült mozgásba a lovasság, a gyalogság és a folyami had. Sikerült megrémíteniük a jávai vezért, aki éj leple alatt elmenekült, magára hagyva csapatait és hajóhadát, amely a mongolok kezébe jutott.
A mongol sereg jelentős része a Mas torkolatát őrizte, míg a főerők a sziget belső területein próbáltak előre nyomulni. Kertanegare veje közben üzenetet küldött a mongoloknak, hogy a kediriek meg akarják támadni őt Majapahitban, ezért kérte, hogy hárítsák el támadást. A mongolok azonban visszatértek a Mas torkolatjához, mert a kediri sereg helyzete nem volt meghatározható. Amikor viszont Mesze hírül vette, hogy a kediri had már közeleg elindult ő is csapataival Majapahitba.
Március 7-én a kediri sereg három irányból vonult fel Kertanegare vejének megtámadására. Másnap Mesze délnyugati irányból próbálta megtámadni a jávai sereget, de nem találta az ellenség nyomát. Vele szemben Kaohszing (Gaoxing) délkeleten eredményes harcokat vívott jávaiak ellen, akiket a hegyekbe szorított vissza. Bár aznap délután a jávaiak visszatértek a csatamezőre, mire Kaohszing (Gaoxing) ellentámadásával ismét legyőzte őket.
Március 15-én a mongol-kínai seregek háromirányú támadásba kezdtek a kediri sereg ellen. Tervük az volt, hogy március 19-én Dahában egyesülnek, miután elsütik tűzfegyvereiket. A sereg egyik része a folyón haladt. A két másik seregtestnek a folyó két partján kellett haladnia. A keleti oldalon Mesze, a nyugatin Kaohszing (Gaoxing) irányította a mongol és kínai harcosokat. A velük szövetséges majapahitiak hátramaradtak.
19-én sor került a három hadtest egyesülésére Daha alatt, amit a Kediriből jött jávai csapatok védtek a mongoloktól. Daha védői kivonultak a városból és csatába szálltak a mongol-kínai sereggel. A csatában a mongolok kerekedtek felül és meghátrálásra késztették a jávaiakat. Míg a harc folyt, addig Majapahit serege bevonult az őrizetlen Dahába. A várost elfoglalták és lerombolták Jayakatwang ottani palotáját. A Dahánál a mongolok ellen vívott csatában ötezer jávai esett el, míg több ezer menekülő fulladt a folyóba. Jayakatwangot a város erődjébe szorították, a várost pedig a mongolok kerítették hatalmukba és megadásra szólították fel az uralkodót. Jayakatwang ennek eleget is tett.
Jayakatwang legyőzése után Kertanegare veje visszatért Majapahitba, ahol látszólag a harcok okozta károk helyreállításával foglalkozott, míg a mongolok és a kínaiak győzelmüket ünnepelték. Kaohszing (Gaoxing) gyanakodott azonban a majapahiti uralkodóra, de hiába figyelmeztette vezértársait, ők mégis abban a hitben éltek, hogy Majapahit meg fog hódolni a mongol kánnak. Ráadásul a majapahiti uralkodó arra kérte a mongolokat, hogy fegyver nélkül jöjjenek el a városába.
A mongolok 200 katonát és két tisztet küldtek a városba április 19-én teljesen fegyvertelenül, ahol az ottani jávaiak bekerítették és elfogták őket. A majapahiti uralkodó pillanatok alatt fordult egykori szövetségesei ellen. Olyan gyors támadást intézett a fősereg ellen, hogy sikerült őket visszaszorítani a hajókra, miközben több ezer mongol és kínai harcost megöltek a jávaiak. Más csoportjaikat egy templomba szorították be, ahonnét ugyan sikerült kitörniük és 123 kilométert meneteltek kelet felé, ezalatt viszont a jávaiak minden lehetséges eszközzel támadták és tizedelték a soraikat. A véres, szűnni nem akaró harcokban a mongolok minden zsákmányukat elvesztették, amit a hadjárat során szereztek.
A tengeren a jávai flotta is támadást indított a mongol-kínai hajóhad ellen Aria Adikara flottavezér irányításával. A hajóhadat nagyrészt meg is semmisítették a jávaiak. A mongol és kínai csapatok helyzete súlyos volt, mert ha nem érik be a monszunt, akkor nem lesznek képesek hazahajózni és hat hónapig kell várniuk az újabb szélre. Míg a menekülő sereg a hajókra igyekezett állandó összecsapások folytak a jávai flottával. Április 24-én a mongolok elhagyták Jávát, de az inváziós sereg csak töredéke tért vissza Csüancsou (Quanzhou) kikötőjébe, ahonnét a hadjárat indult. A mongolok mintegy 3000 elit harcost vesztettek el, rajtuk kívül 12-18 ezer kínai és egyéb mongol fegyveres lelte halálát a jávai háborúban. A jávaiak rengeteg hadifoglyot ejtettek és a legtöbb mongol hajó is elpusztult. A sereg maradványa 1293 júniusában tért vissza Kínába, velük jött Jayakatwang király és családja is, valamint számos jávai tiszt.

## Következmények
Világos, hogy Kertanegare vejének csak addig kellett a mongol szövetség, míg a megszállók kiiktatják a korábbi uralkodó hatalmát megdöntő Kediri királyát és így ő léphet a helyébe. Mikor ez megtörtént azon nyomban a mongolokra támadt, akik túlságosan távol voltak hazájuktól, ezért csakis önmagukra támaszkodhattak egy távoli szigeten, ahol mindenki egyöntetűen halálos ellenségként kezelte őket. Ennek tetejében Majapahit köpönyegforgatása váratlanul érte őket.
Kínában Meszét és Si Bit felelősségre vonták a vereségért és birtokelkobzással sújtották őket, amelyből a hadjárat pénzügyi veszteségeit pótolták. Kaohszing (Gaoxing) viszont pénzt kapott azért, hogy még életben maradt katonáit kárpótolja. Idővel Meszének és Si-binek megbocsátottak az udvarnál, visszakapták elvett vagyonukat és rehabilitálták őket.
Bár Kubilájt foglalkoztatta a visszavágás gondolata és úgy tervezte, hogy sokkal nagyobb (100 ezer fős) hadsereggel újabb hadjáratot indít Jávára Majapahit elpusztítására, de a kán 1294-ben meghalt. A mongol hadjárat kudarca a Majapahit Birodalom felemelkedését vonta maga után, amely a délkelet-ázsiai térség utolsó sikeres buddhista államalakulata volt. A Majapahit birodalom több mint 230 évig állt fenn és jelentős hódításokat folytatott egész a Fülöp-szigetekig. Az iszlám előretörése és az európai hódítók (főleg portugálok) megjelenése vetett végett a birodalom hatalmának.